# موشک ضدبالستیک
موشک پادپَرتابشی 

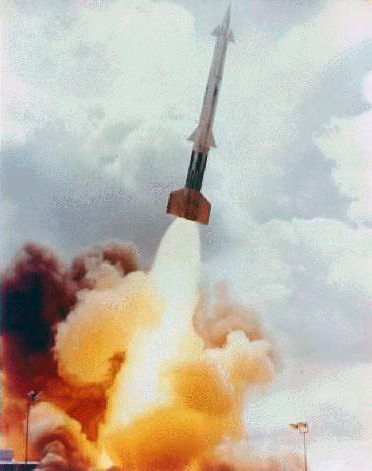
پرتاب موشک نایک زئوس

یا موشک ضدبالستیک موشکی است که به سوی موشک بالستیک و برای انهدام آن در آسمان پرتاب می‌شود. موشک بالستیک موشک دوربردی است که با استفاده از قوانین بالستیکی به سوی هدف حرکت می‌کند. موشک‌های ضدبالستیک یکی از انواع دفاع موشکی هستند که برای دفاع در مقابل اینگونه موشک‌ها به ویژه انواع بسیار دوربرد معروف به موشک بالستیک قاره‌پیما یا (ICBM) به کار گرفته می‌شوند.